# Филира (Родопи)
Фили́ра (греч. Φιλλύρα) — деревня в Греции. Административный центр общины Ариана в периферийной единице Родопи в периферии Восточная Македония и Фракия. Расположена на высоте 90 м над уровнем моря, у южного подножья гор Родопы, на правом берегу реки Филиури, к северо-западу от деревни Ариана, к северо-западу от Сапе и к востоку от Комотини. Площадь 9,537 квадратных километров. Население 909 человек по переписи 2011 года.
В период турецкого владычества называлась Сиркели (тур. Sirkeli, греч. Σικερλή). До 1953 года (ΦΕΚ 86Α) называлась Ксидия (Ξύδια).
Сообщество Докос (Κοινότητα Δοκού) с административным центром Ксидия создано в 1924 году (ΦΕΚ 194Α), в 1953 году (ΦΕΚ 86Α) переименовано в сообщество Филира (Κοινότητα Φιλλύρας), в 1997 году (ΦΕΚ 244Α) создана одноимённая община (Δήμος Φιλλύρας). В 2010 году (ΦΕΚ 87Α) по программе «Калликратис» община Филира упразднена, Филира стала административным центром общины Ариана.

## Население
| Год  | Население, человек |
| ---- | ------------------ |
| 1991 | 1010               |
| 2001 | 1041               |
| 2011 | ↘ 909              |